# NGC 6137
NGC 6137 (ook: NGC 6137A) is een elliptisch sterrenstelsel in het sterrenbeeld Noorderkroon. Het hemelobject werd op 17 maart 1787 ontdekt door de Duits-Britse astronoom William Herschel.

## Synoniemen
- UGC 10364
- MCG 6-36-39
- ZWG 196.63
- PGC 57966